# Sazovice
Sazovice jsou obec v okrese Zlín ve Zlínském kraji. Žije zde 912 obyvatel.

## Název
Místní jméno bylo odvozeno od osobního jména Saza (buď totožného s obecným sazě (jméno dáváno podle barvy vlasů) nebo domácké podoby jména Sazoma) a znamenalo „Sazovi lidé“.

## Historie
První písemná zmínka o obci pochází z roku 1362.
V obci se také pořádá tzv. "Starý hanácký právo". Je to starý ostatkový zvyk, kdy se lidé veselili během masopustního veselí.

## Obyvatelstvo
| Rok            | 1869 | 1880 | 1890 | 1900 | 1910 | 1921 | 1930 | 1950 | 1961 | 1970 | 1980 | 1991 | 2001 | 2011 | 2021 |
| -------------- | ---- | ---- | ---- | ---- | ---- | ---- | ---- | ---- | ---- | ---- | ---- | ---- | ---- | ---- | ---- |
| Počet obyvatel | 383  | 454  | 555  | 569  | 538  | 543  | 585  | 583  | 628  | 620  | 583  | 580  | 681  | 708  | 751  |
| Počet domů     | 59   | 81   | 87   | 95   | 100  | 107  | 118  | 136  | 148  | 151  | 156  | 177  | 209  | 231  | 252  |

## Obecní správa

### Obecní symboly
Znak a vlajka byly obci uděleny rozhodnutím předsedy Poslanecké sněmovny Parlamentu České republiky dne 31. ledna 2002.

## Pamětihodnosti
- Zvonice z roku 1947
- Kříž na památku oběti z první světové války – z roku 1920
- Socha Panny Marie
- Kostel sv. Václava z roku 2017

## Galerie

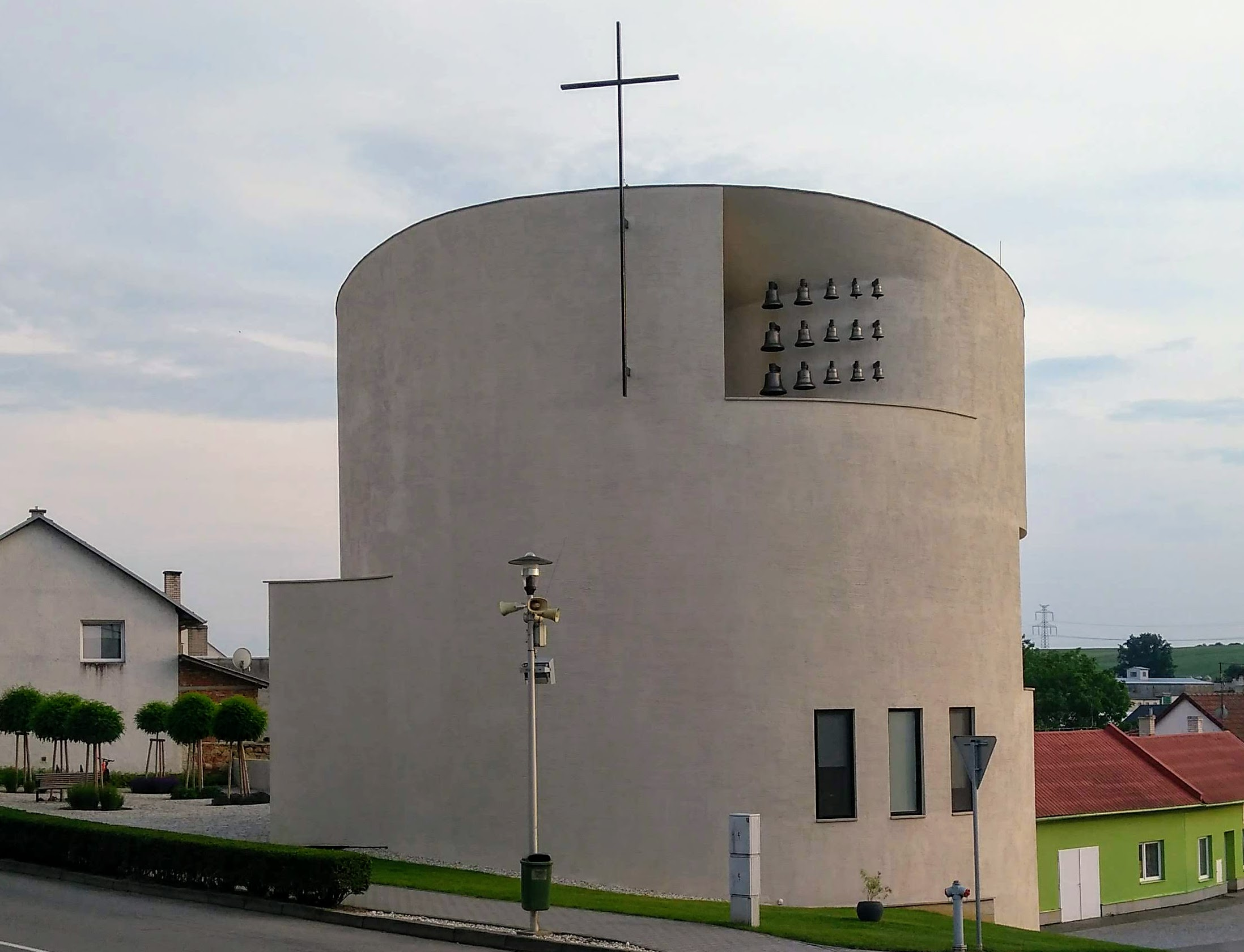
Novodobý kostel svatého Václava
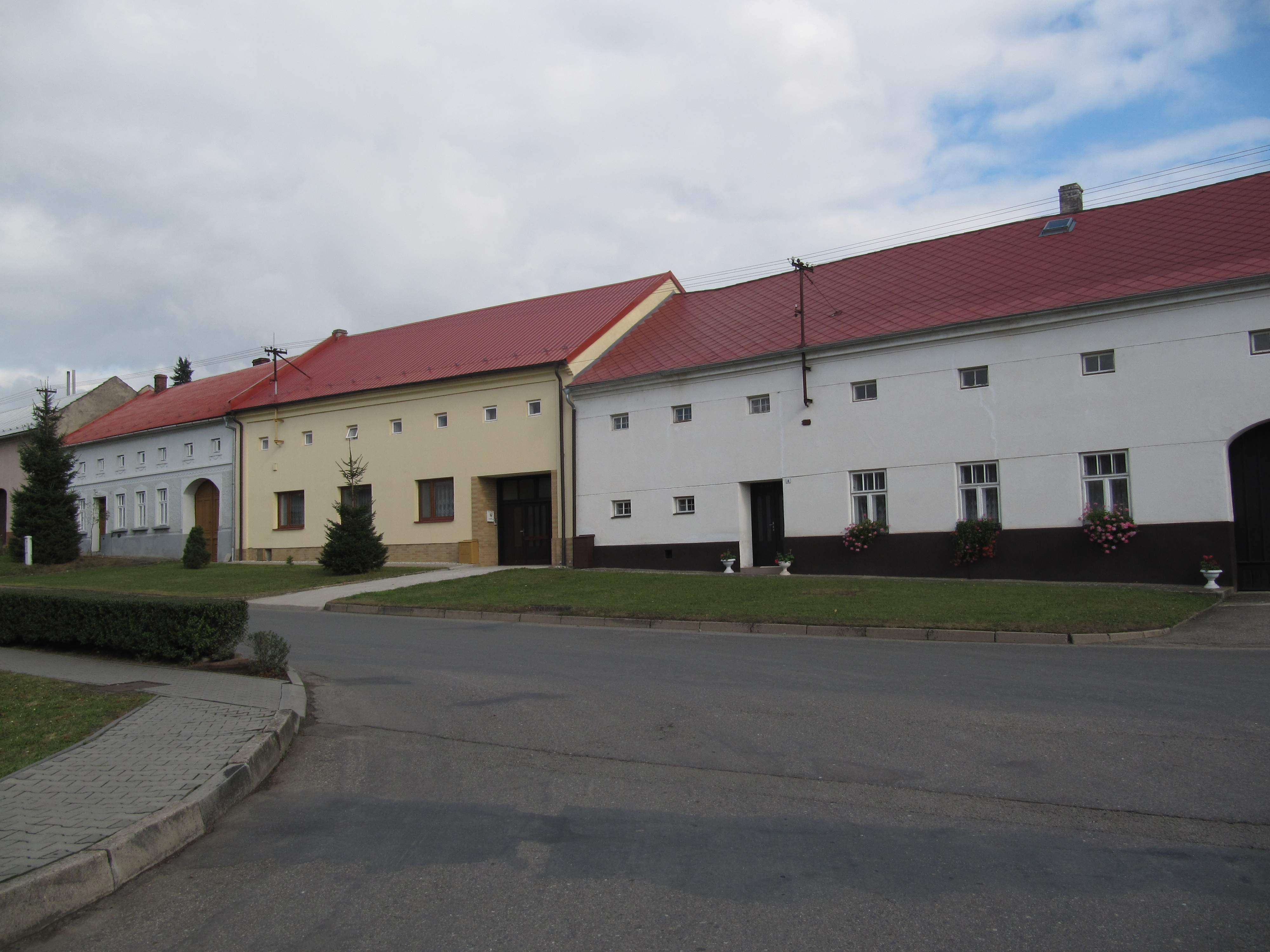
Tradiční zástavba
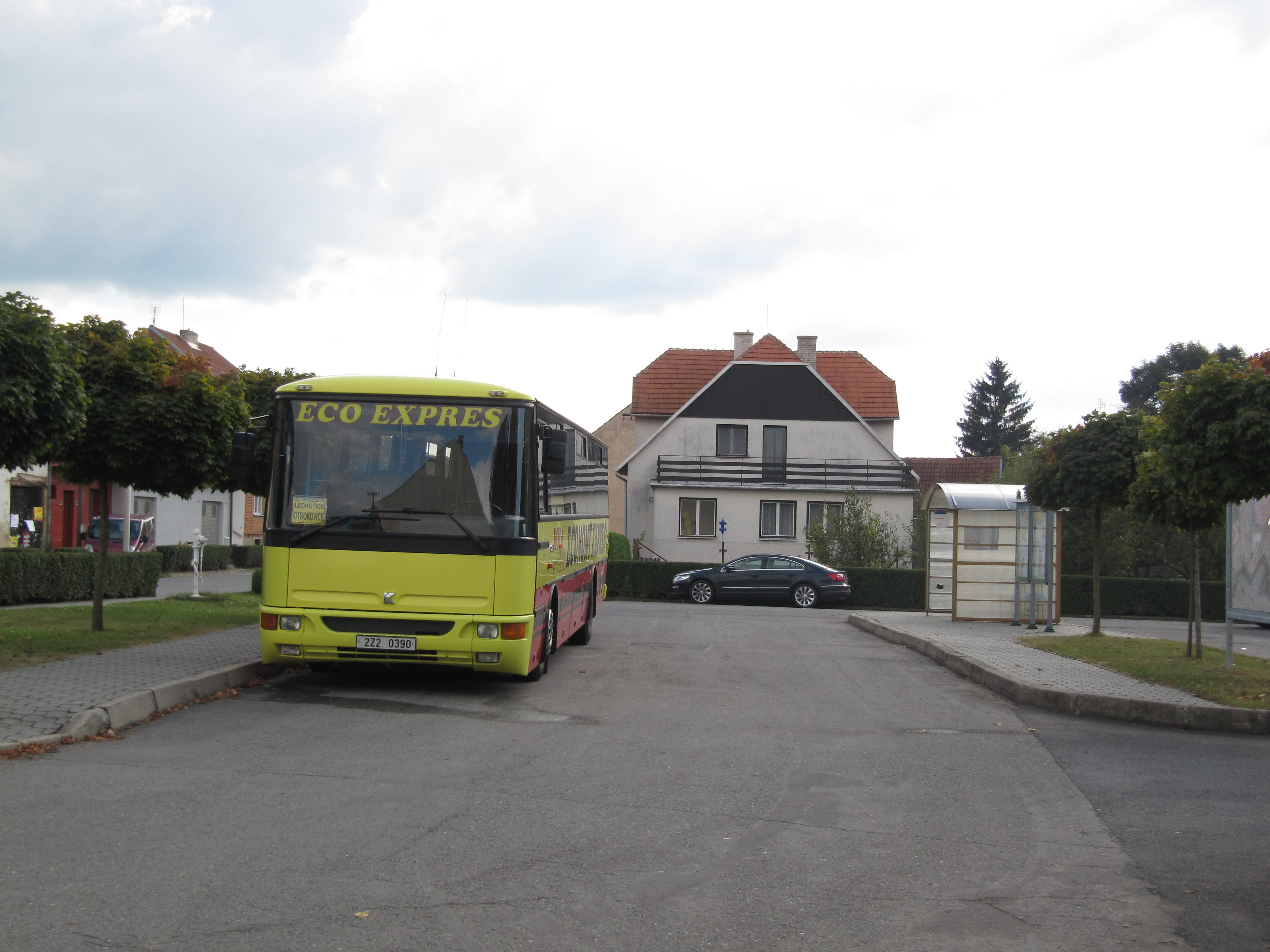
Autobusová zastávka
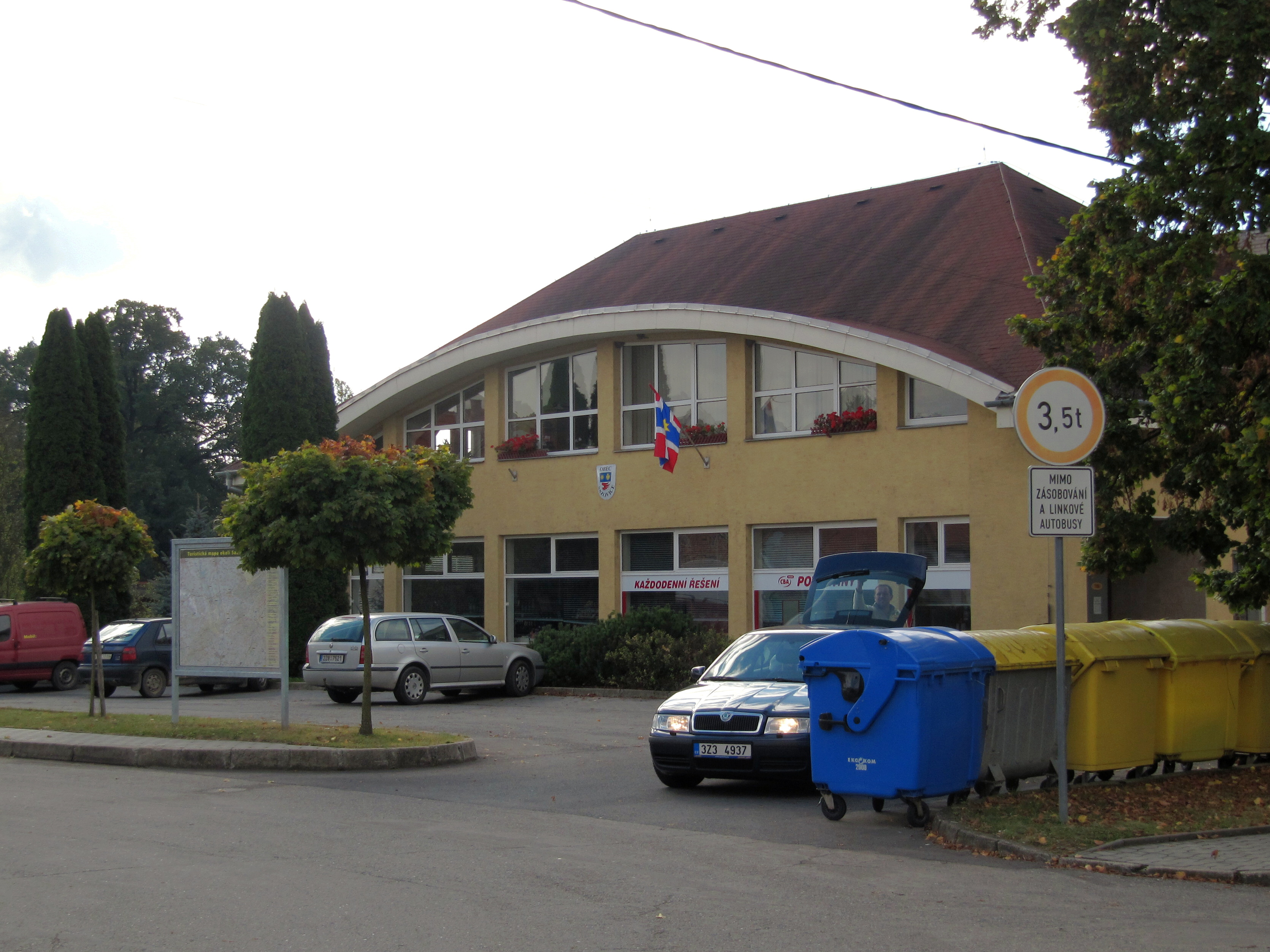
Obecní úřad

Dne 13. května 2017 byl v obci vysvěcen kostel svatého Václava od architekta Marka Jana Štěpána. Magazín Azure, zaměřený na design a soudobou architekturu, zařadil kostel svatého Václava v moravských Sazovicích mezi desítku nejlepších staveb roku 2017. Stavba byla oceněna cenou Patria Nostra, kterou udělil arcibiskup Dominik Duka starostce obce Sazovice paní Editě Hrbáčkové, architektu Marku Janovi Štěpánovi a faráři P. Michalu Šálkovi.

## Zajímavost
- Dne 28. června 1934 dopadl na území obce malý meteorit.[14]